# Pintea Viteazul
Grigore Pintea, cunoscut în istorie și în folclor drept Pintea Viteazul, (n. 25 februarie 1670, Măgoaja, Comitatul Solnoc-Dăbâca — d. 14 august 1703) a fost un vestit haiduc din Țara Lăpușului.

## Istoric
Grigore Pintea, fiul lui Cupșa Pintea și al Mălinei (n. Costan), s-a născut, la 25 februarie 1670, în satul lăpușean Măgoaja (astăzi în județul Cluj, pe granița sudică a actualului județ Maramureș). Pe domeniile familiei Cupșa s-a întemeiat actuala comună Cupșeni din județul Maramureș.
În timpul împăratului Leopold I, obligațiile fiscale și militare introduse de stăpânirea austriacă în Transilvania au determinat o amplă mișcare de rezistență, cunoscută sub numele de răscoala curuților. Pe acest fundal, principele Francisc Rákóczi al II-lea a declanșat o „luptă de eliberare națională”, bazându-se atât pe sprijinul țărănimii iobage, cât și pe ajutorul promis de regele Franței (Ludovic al XIV-lea) și țarul Rusiei (Petru cel Mare).
Grigore Pintea a făcut parte, cu rang de căpitan, din armata lui Francisc Rákóczi al II-lea.
Din documentele epocii reiese că Pintea a fost un om instruit, cunoscător al mai multor limbi străine și al tehnicilor militare, deprinse în garnizoanele imperiale. Diplomat și bun negociator (vezi protocolul încheiat în ianuarie 1700 cu comandantul militar al cetății Sătmar, contele F. Löwenburg), Pintea a fost considerat de istorici „unul dintre cei mai însemnați români din secolul al XVII-lea” (Nicolae Densușianu, 1883). 
Prima mențiune documentară referitoare la acțiunile cetelor haiducești conduse de Grigore Pintea datează din 1694, când se găsea în jurul orașului Baia Sprie. Pentru perioada anterioară nu există date concrete, decât unele știri din tradiția populară. Se știe că în jurul anilor 1698-1699, este cunoscut ca și un conducător de haiduci temut de către autoritățile nobiliare locale. În 1699, la 15 august, în plină zi, a întrat în Baia Mare, producând neliniște autorităților orașului. Colonelul Löwenburg, comandantul armatei habsburgice din comitatul Sătmar, nereușind să oprească acțiunile haiducilor pe calea armelor, a promis aministie acestora, inclusiv lui Pintea, dacă vor respecta dispozițiile autorităților. Nu se cunoaște răspunsul lui Pintea, dar din documentele primăriei orașului Baia Mare reiese că între conducătorul haiducilor și autorități au avut loc tratative și probabil că s-a încheiat o oarecare înțelegere. Dar, în pofida acestora, în primăvara anului 1700, acțiunile haiducilor conduși de Pintea se intensifică.
Pintea acționează cu cetele lui de haiduci în comitatele Sătmar, Maramureș, Bihor și districtul Chioar, dar mai ales în jurul orașului Baia Mare. Teama nobilimii a fost atât de mare, încât împăratul Leopold I acordă, printr-o scrisoare din 23 aprilie 1701, un premiu de 500 de taleri aceluia care-l va preda, viu sau mort. 
Acțiunile haiducilor conduse de Pintea Viteazul au pregătit iobăgimea din părțile Maramureșului pentru răscoala antihabsburgică și antifeudală din 1703-1711. Nu este întâmplător faptul că tocmai această regiune devine punctul de plecare al răscoalei conduse de Francisc Rákóczi al II-lea. Alăturându-se răscoalei antihabsburgice, haiducii conduși de Pintea au săvârșit numeroase acte de vitejie. Rákóczi însuși este entuziasmat, primind vestea participării lui Pintea la această amplă mișcare anthabsburgică și antifeudală: ”O veste prea plăcută m-a surprins căci Pintea lotru, făimos din Meziș (dar nu numai din Meziș, ci și din Codrul și din strâmtorile de la Sălaj, din Munții Băii Mari, ai Cavnicului și din Maramureș), de origine valah, ca să-și dovedească credința ce-mi păstrează, tăbărâse sub murii (zidurile-n.n.) cetății Băii Mari”.

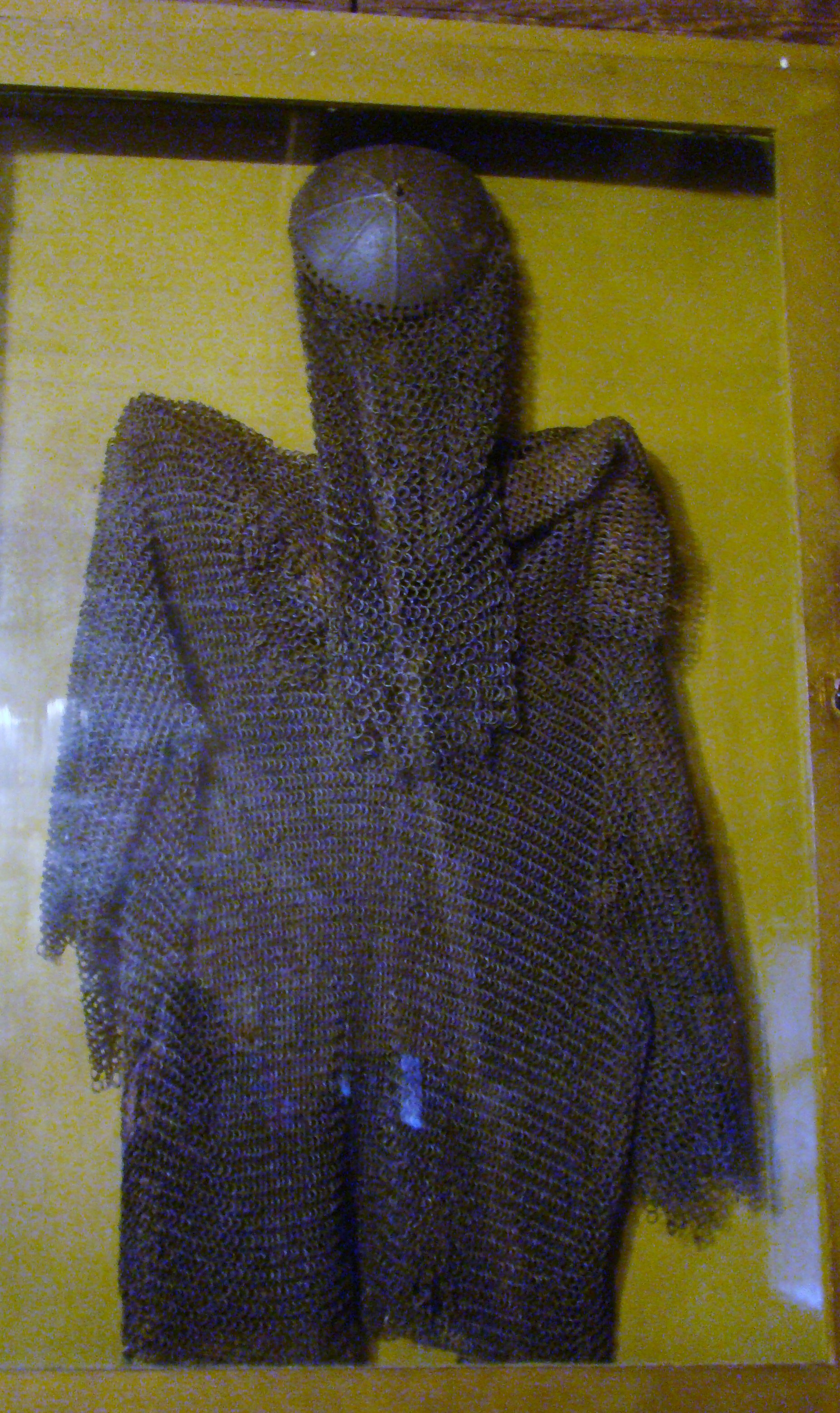
Cămașa de zale atribuită haiducului Pintea Viteazul (Grigore Pintea din Măgoaja (1670-1703), vestit haiduc și căpitan de oaste, iubitor de libertate și dreptate pentru cei mulți și obidiți)

În primăvara anului 1703, mai multe orașe din nordul Transilvaniei (Zalău, Sătmar, Bistrița, Dej, Sighet) cad în mâna răzvrătiților. Armata lui Pintea trebuia să cucerească cetatea Baia Mare. În luna august, orașul era sub asediu. În urma unei ambuscade, Pintea este împușcat mortal (14 august) în fața porții de sud a orașului, în apropiere de Bastionul Măcelarilor. ”Primul român din Maramureș care sări în ajutorul lui Rákóczy a fost Grigore Pintea, care la 14 august 1703 asedia cu haiducii săi Baia Mare, sfărâmând porțile orașului. În cursul luptei, Pintea a fost rănit și prins, apoi la 22 august împușcat din ordinul consilierului Ștefan Decsy și înmormântat pe locul rezervat răufăcătorilor. Rákóczy scrie cu admirație despre Pintea în memoriile sale. El a ordonat chiar și o anchetă pentru descoperirea asasinilor săi, însă aceștia devenind în răstimp unii din cei mai buni partizani ai revoluției, ancheta s-a mușamalizat.” 
Se mai spune despre el că era viteaz.
În biserica din Budești se află o cămașă de zale și un coif pe care le-ar fi purtat Pintea sau pe care le-ar fi luat în luptă de la tătari, iar la muzeul din Baia Mare sunt expuse armele și harnașamentul pe care le folosea.
Toponimele din aceste regiuni sunt mărturii ale traseelor și popasurilor ale cetei de haiduci a lui Pintea: Izvorul Pintii, Casa lui Pintea, Fântâna lui Pintea, Șatra Pintii, Vârfu Pintii și Peștera lui Pintea. Există numeroase legende care vorbesc despre „berbințele (bărbânțele) cu galbeni” ale lui Pintea, ascunse în peșteri din diverse regiuni.
- „Pintea a fost un viteaz mare. El a avut un cal năzdrăvan. Apoi, oamenii împăratului o vrut să-l prindă. El o stat călare pe cal, sus, pe Piatra Gutâiului. Calul o stat într-un picior de dînapoi, că ș-amu se vede în piatră urma piciorului unde o stat calu. Apoi, odată o zburat calu de pă Gutâi, cu Pintea călare, colo, pă Vârfu-Pchietrii de cătă Șugătag; de-aiciuca, ca gându o zburat pă Piatra Săpânții. C-apoi viteaz ca acela n-o fost altu-nime.” (Dumitru Lupu Feier, 72 ani, Giulești, 1924; cf. T. Papahagi, 1925).

## Mormântul presupus
Pe serpentinele de coborâre din pasul Gutin spre Baia Mare, puțin mai jos de hanul Pintea Viteazul se află mormântul (poate cenotaful) acestuia. 
Pe placa de marmură este înscris textul: “Legenda spune că Pintea Viteazul a cărui viață a fost curmată de uneltirile nobililor din Baia Mare la 7 august 1703 a fost înmormântat în acest loc de către oștenii săi”.

## Arbore genealogic Pintea
În lucrarea de referință a lui Ioan cavaler de Pușcariu intitulată Date istorice privitoare la familiile nobile românești din Ardeal (1892 – 1895), la pagina 119 este prezentat un tabel genealogic prescurtat având ca trunchi al familiei pe Ioan Wlad în anul 1486.